# Leonid Minov
Leonid Grigórievich Minov en ruso: Леонид Григорьевич Минов, (Daugavpils, antiguo Imperio Ruso actualmente Letonia, 23 de abril de 1898 - URSS el año 1978), fue un paracaidista militar, que alcanzó la graduación de Coronel, sirviendo como piloto de pruebas. Pionero en el salto de caída libre de la URSS y siendo uno de los fundadores del embrión de las Tropas Aerotransportadas de Rusia soviéticas.

## Biografía
Nació en la ciudad de Daugavpils, también conocida como Dvinsk, localizada en el Imperio Ruso, el 23 de abril de 1898. Actualmente esta ciudad es el segundo núcleo más poblado de Letonia.

## Carrera militar
En 1920 ingresó en la Escuela de pilotos y observadores de Moscú. Después de la Guerra Civil Rusa se convirtió en instructor y, dos años después, fue designado Jefe de la 1.ª Escuela de Moscú de pilotos de las VVS.
Estuvo dos años como agregado aéreo en Francia.
Estuvo destinado en la Plana Mayor de las VVS entre 1929-1933 y en la división de Aviación del OSOAVIAJIM entre 1933-1940.
Participó en la Primera Guerra Mundial, la Guerra Civil Rusa y la Segunda Guerra Mundial

## Arresto y rehabilitación pública
En 1940 fue arrestado por una falsa acusación y enviado a un GULAG durante 7 años.
Tras ser rehabilitado, estuvo 15 años a cargo de la organización y propaganda de la Federación de Deportes Aéreos, en Moscú.

## Trayectoria paracaidística
En 1928 realizó un curso de paracaidismo en los Estados Unidos, siendo el primer paracaidista soviético en realizar 3 saltos de pruebas, en sus 60 saltos.
El mérito de Minov no estribaba en que hubiese saltado en América. Por esas fechas los paracaidistas de prueba del Instituto de Investigación Científica de las Fuerzas Aéreas Soviéticas ya realizaban saltos de pruebas y confeccionaban los procedimientos para la instrucción del futuro personal. 
Minov destacaba por su gran entusiasmo, ser un buen organizador y promover el paracaidismo deportivo entre la juventud mediante propaganda.
El 26 de julio de 1930, en el aeródromo de Vorónezh, marcó el inicio oficial del paracaidismo soviético. Ese se impartió el primer cursillo teórico reglado y se realizaron los primeros saltos. Ese día, Minov y su jefe, el Comandante Yákov Moshkovski, seguidos de los pilotos militares A. Stopalov, K. Zatonski y P. Povaliáyev. Al terminar la jornada, Minov fue nombrado ayudante del jefe de la Primera Brigada de Paracaidistas de las Fuerzas Aéreas Soviéticas.
El 2 de agosto de 1930 se efectuó el primer lanzamiento militar en la URSS, con salto de personal, armas, equipo, munición y desarrollo posterior de un ejercicio táctico.
En el verano de 1931 tuvo lugar en Gátchina la primera reunión de estudios bajo la dirección de Minov, en la que fueron preparados 7 instructores.
La Región Militar de Leningrado realizó un estudio médico durante la fase de entrenamiento paracaidista, resaltando que la nueva modalidad de desembarco aéreo influía positivamente en el soldado, aumentando su disciplina, valor, confianza y autoestima, por lo que se extendió como enseñanza a los aeroclubes del OSOAVIAKhIM.
Durante la celebración del 9.º Congreso del Komsomol, en enero de 1931, se ordenó a toda la Organización comenzar inmediatamente la creación de aeroclubes OSOAVIAKhIM locales, donde se impartirían clases deportivas, de vuelo, tiro, formación militar y, en muchos, paracaidismo, como paso previo para el reclutamiento.

## Invenciones
Fue autor de numerosos inventos, como una catapulta para el lanzamiento de planeadores, o un sistema automático de puesta en marcha.

## Premios
Fue condecorado con la Orden de Lenin en 1935, la Orden de la Estrella Roja y otras diversas medallas militares por su intervención en tres conflictos. En 1967 recibió el Diploma Paul Tissandier de la Federación Aeronáutica Internacional. En 1970 fue galardonado con el Premio de la Cultura al Trabajo.

## Legado y recuerdo
Fue uno de los precursores del paracaidismo deportivo y militar en la Unión Soviética.
Sentó las bases organizativas y de enseñanza de la futura DOSAAF